# Caenis nemoralis
Caenis nemoralis is een haft uit de familie Caenidae. De wetenschappelijke naam van de soort is voor het eerst geldig gepubliceerd in 1922 door Navás.
De soort komt voor in het Neotropisch gebied.